# Simulador de vuelo

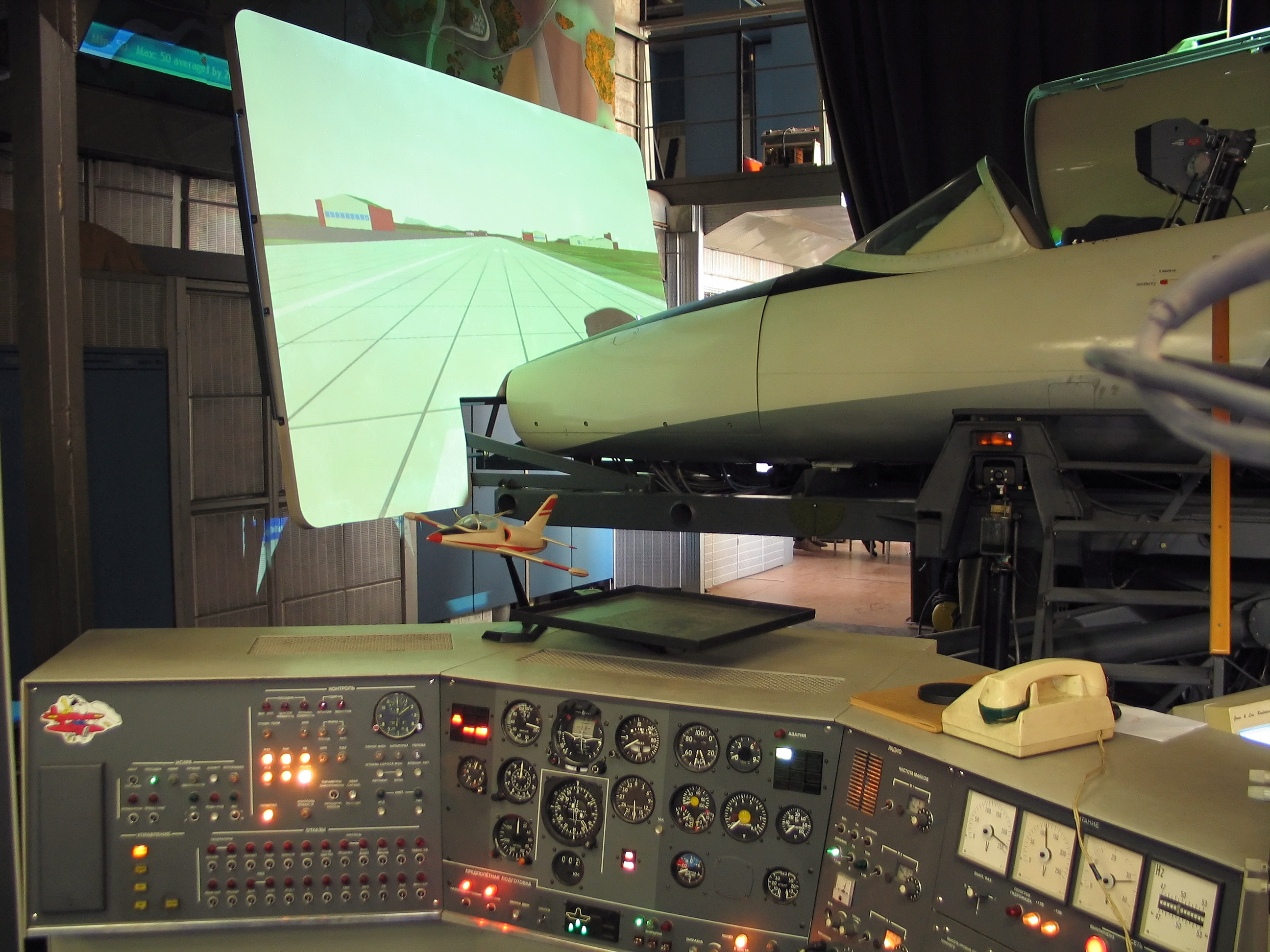
Simulador de movimiento TL39 3-Do ubicado en la Universidad de MAI, Moscú.

Un simulador de vuelo es un sistema que intenta replicar, o simular, la experiencia de pilotar una aeronave de la forma más precisa y realista posible. Los diferentes tipos de simuladores de vuelo van desde videojuegos hasta réplicas de cabinas en tamaño real montadas en accionadores hidráulicos (o electromecánicos), controlados por sistemas modernos computarizados.
Los simuladores de vuelo son muy utilizados para el entrenamiento de pilotos en la industria de la aviación, el entrenamiento de pilotos militares, simulación de desastres o fallas en vuelo y desarrollo de aeronaves.

## Historia
Debido a que los vuelos reales son peligrosos para pilotos sin un entrenamiento previo, desde los primeros días de la aviación, diversos esquemas fueron usados para que los pilotos pudieran sentir la sensación de volar sin ser realmente aerotransportados. Por ejemplo el "Sander Teacher" fue un aeroplano completo montado en una articulación universal que era orientado hacia el viento con capacidad de girar y de inclinarse libremente. Otro simulador de vuelo de los primeros días fue desarrollado en 1910 a partir de un barril montado en un marco.
Un buen número de dispositivos electromecánicos fueron probados durante la Primera Guerra Mundial y posteriormente. El más conocido es el "Link Trainer", el que en 1930 sólo simulaba movimientos mecánicos, aunque posteriormente se le incluyeron instrumentos de control y fue utilizado por algunos países durante la Segunda Guerra Mundial e incluso después.
El "Celestial Navigation Trainer" de 1941 fue una enorme estructura de 13,7 metros capaz de acomodar en su interior una tripulación entera de un bombardero para aprender como volar en misiones nocturnas. En 1940 las computadoras analógicas fueron usadas para resolver las ecuaciones de vuelo, dando lugar a los primeros simuladores electrónicos.
En 1948, Curtiss-Wright desarrolló un simulador para el Stratocruiser de Pan American, el primer simulador de vuelo completo utilizado por una aerolínea. Aunque no se había simulado movimiento ni vistas exteriores, la cabina entera y sus instrumentos funcionaban de forma que la tripulación lo encontró muy efectivo. A partir de ese momento los sistemas de movimiento llegaron y se instalaron a finales de los años 50.
Los primeros sistemas "full motion" solían simular el terreno usando un modelo de terreno y haciendo elevar una cámara sobre él con la misma posición en la cual se supone que debía estar la aeronave. El resultado eran imágenes proyectadas en un televisor. Naturalmente el área simulada era muy pequeña y habitualmente se limitaba a los alrededores del aeropuerto. Un sistema similar que utilizaron los militares para simular bombardeos. El uso de computadoras digitales para la simulación de vuelo empezó en los años 60. 
En 1954 General Precision Inc., posteriormente parte de Singer Corporation, desarrolló un simulador con movimiento el cual contenía una cabina dentro de un marco metálico. Este simulador proporcionaba 3 grados de cabeceo, balanceo y alabeo, pero en 1964 mejoró y aparecieron versiones más compactas que incrementaban a 10 grados. En 1969 fueron desarrollados simuladores de aerolínea con actuadores hidráulicos controlando cada eje de movimiento. Los simuladores empezaron a ser construidos con seis ejes de movimiento (cabeceo, balanceo y alabeo para los movimientos angulares y movimientos horizontales, verticales y laterales). A partir de 1977, los simuladores de aerolínea empezaron a adoptar las nuevas cabinas en donde los computadores estaban instalados en el interior de estas.
A partir de este momento los mayores avances se realizaron en tecnologías de visualización. En 1972 Singer desarrolló una lente policromada utilizando un espejo esférico que proyectaba las vistas del exterior de la cabina. Esto mejoró sustancialmente la sensación de vuelo. Sin embargo solamente ofrecía un campo de visión de 28 grados. En 1976 se introdujeron las imágenes enfocadas. Hacia los 80 las imágenes proyectadas de alta definición se convirtieron en el estándar de los simuladores de aerolínea.

## Simuladores de vuelo profesionales
Hoy en día hay varias categorías de simuladores de vuelo utilizados para el entrenamiento de pilotos. Las mismas que van desde simples sistemas de entrenamiento básico hasta simuladores de vuelo con 6 ángulos de movimiento, que son denominados sistemas complejos. 
Estos simuladores, de última generación, al igual que los simuladores simples, básicamente son utilizados para el entrenamiento de pilotos, cuya función esencial es la de capacitar a la tripulación en procedimientos normales, anormales y de emergencia, antes y durante el vuelo, practicando innumerables situaciones, tales como: fallas en los sistemas electrónicos, pérdidas de potencia, vientos de cola y muchos otros, que no pueden ser realizados de forma segura con una aeronave en situaciones reales.  
Los simuladores son evaluados por instituciones gubernamentales tales como la Administración Federal de Aviación de Estados Unidos (FAA) y Direcciones de Aeronáutica Civil de diferentes países, las cuales clasifican, regulan y certifican estos dispositivos según su categoría en niveles A, B, C y D. La principal exigencia para la certificación de estos equipos consiste en demostrar que sus características de vuelo coinciden exactamente con las de la aeronave para la cual fue fabricada el simulador. Esta clase de requerimientos de prueba para los simuladores están detallados en guías denominadas ATG (Guías de Pruebas de Aprobación) o QTG (Guías de Pruebas de Calificación), que no son otra cosa que documentación donde se especifica cada una de las características técnicas del simulador y cómo se prueba y comprueba su correcto funcionamiento. 

### Simulador real con movimiento completo
Un simulador de movimiento completo, denominado Full Motion Flight Simulator (FFS), replica todos los aspectos de una aeronave específica y de su entorno, incluyendo todos sus movimientos básicos. Este tipo de simuladores pueden generar movimientos de modo que los ocupantes sientan un nivel de realismo tal como sucedería en una aeronave real, engañando a las tripulaciones y haciéndoles creer que se encuentran volando. Para lograrlo, se combinan una serie de aspectos tecnológicos que estimulan el sistema visual y vestibular de los pilotos, lo que convierte a la simulación de vuelo en un área de conocimientos intensivos. 
Adicionalmente, muchos simuladores son equipados también con funcionalidades que son utilizadas por los instructores. Estas estaciones que se encuentran dentro la cabina, son conocidas como IOS (Instructor Operation Stations), desde las cuales el instructor puede rápidamente crear cualquier situación anormal o de emergencia en la aeronave simulada o en su entorno exterior simulado, los que pueden ir desde: 
- Fuego en los motores
- Mal funcionamiento en el tren de aterrizaje
- Fallas electrónicas
- Tormentas
- Rayos
- Riesgos de colisión con otras aeronaves
- Pistas de aterrizaje resbaladizas
- Fallas en los sistemas de navegación

Hasta otros inimaginables problemas con los que la tripulación deberá familiarizarse y, sobre todo, saber cómo actuar en cortos instantes de tiempo. La misión de los simuladores reales con movimiento completo, finalmente, es esencial para los pilotos, el entrenamiento de las tripulaciones y las empresas aéreas, ya que su objetivo final es ahorrar tiempo, dinero y obtener la mejor capacitación de los pilotos para salvar vidas en momentos críticos.

### Software profesional de simulación de vuelo
- Lockheed Martin Prepar3D (Simulación de aeronaves, sumergibles y vehículos terrestres, con aplicación civil y militar)
- X-plane (Simulación de aeronaves, con aplicación civil)

## Videojuegos de simulación de vuelo
Los simuladores de vuelo fueron de los primeros tipos de programas a ser desarrollados para los tempranos ordenadores personales. Los simuladores Sublogic de Bruce Artwick’s fueron famosos por las funcionalidades que proporcionaba en máquinas de 8 bits.
Un tipo popular de simuladores de vuelo son los simuladores de vuelo de combate, los cuales simulan el combate aéreo desde el punto de vista de los pilotos y su tripulación. Los títulos de simuladores de vuelo de combate son más numerosos que los simuladores de vuelo civiles, debido a la variedad de temas disponibles y a la demanda del mercado.
A principios del año 2000, incluso los simuladores de vuelo caseros son tan realistas que, tras los acontecimientos del 11 de septiembre de 2001, algunos periodistas y expertos especularon con la posibilidad de que algunos de los secuestradores podrían haber ganado conocimientos de cómo pilotar un avión de paquetes tales como el Microsoft Flight Simulator. Microsoft, mientras refutaba tales críticas, retrasaba el lanzamiento de su versión 2002 para borrar el World Trade Center de su escenario de Nueva York y proporcionar un parche para borrar las torres de las anteriores versiones del simulador.

## Aviación virtual
Aerolínea virtual (juego)
La afición a los simuladores de vuelo caseros ha hecho que muchos usuarios lleguen a ser diseñadores de aeronaves para estos sistemas. De esta forma ellos pueden crear tanto aeronaves militares como comerciales utilizando los nombres de aerolíneas reales, de forma que pueden sacar partido de sus diseños. Muchos otros usuarios crean su versión personal de su aerolínea favorita dando lugar a aerolíneas virtuales como Iberflight, Airhispania, Iberia virtual, Airalandalus, Futura virtual y muchas otras que pueden encontrarse en Internet. Estas modificaciones del simulador (coloquialmente llamadas “mods”) generalmente añaden gran valor a la simulación y permiten expandir significativamente la experiencia del vuelo con nuevas situaciones y contenidos. En algunos casos la simulación llega mucho más lejos de para lo que sus diseñadores originales crearon la aplicación. 
Además de volar en el simulador, muchos usuarios han descubierto el control de tráfico aéreo en línea. Esto es pilotos virtuales y ATCs simulando juntos en tiempo real para tener una verdadera experiencia de tráfico aéreo. Hay multitud de redes, sin embargo, las más populares son VATSIM e IVAO.
Existen asociaciones como APCAV que ayudan a adentrarse en este mundo.

### Programas para construcción de cabinas de videojuegos
- GA Panel - Panel externo de Aviación General
- GA Radio Stack - Panel externo de Radios completo
- Periféricos para Simulador casero o profesional
- Opencockpits - The site for cockpits builders and flight simulator

### Ejemplos de videojuegos de simulación
Nota: lista no exhaustiva
- Microsoft Flight Simulator (aviación civil);
- Lockheed Martin Prepar3D (aviación civil);
- X-Plane (aviación civil);
- FlightGear (aviación en general);
- Jane's AH-64D Longbow (helicóptero Apache «Longbow»);
- Search and Rescue 4 (helicópteros de rescate);
- IL-2 Sturmovik (aviación bélica de Segunda Guerra Mundial)
- IL-2 Sturmovik: Cliffs of Dover (batalla de Inglaterra)
- IL-2 Sturmovik: Great Battles (aviación bélica de Segunda Guerra Mundial)
- Rise of Flight (combate aéreo de la Primera Guerra Mundial)
- Lock On: Modern Air Combat (aviones de combate modernos, cuarta y quinta generación)
- Digital Combat Simulator (dedicado a la simulación en detalle de aparatos concretos, como el helicóptero Kamov Ka-50)
- Orbiter (simulación de vuelo espacial)
- War Thunder (Videojuego creado por la empresa Grajin. se basa en aviones militares de la Segunda Guerra Mundial, además de tanques. Es considerado como el videojuego con mayor cantidad de aeronaves disponibles, todas reales o prototipos)